# 草野マサムネ
草野 マサムネ（くさの マサムネ、1967年12月21日 - ）は、日本のシンガーソングライター。ロックバンドスピッツでボーカル・ギターを担当。本名および作詞名義、草野 正宗（くさの まさむね）。
福岡県福岡市早良区（旧・西区）出身。ロード&スカイ内のGrass Hopper所属。

## 人物

### 概要
- 身長167.5cm、体重53kg、血液型はO型である。
- 弟と妹がいる長男である。草野家の長男は代々名前に「正」の字がつく。祖父は正実、父親は正典である。
- 10代の頃から花粉症で、アレルギー性鼻炎持ち。
- コンタクトレンズとメガネを使用している。
- 自身の性格について本人は「あまのじゃくでひがみっぽい子分肌」と語っている。

### 来歴
- 中学時代は陸上部の部長をしていた。1年生の1学期まではテニス部であった。
- 出身高校は福岡県立城南高等学校。バンド初体験は高校の学友と組んだコピーバンドである[2]。「ラディッシュ」というバンドを組んでおり、当時はギタリストであった。同級生である草場滋によると、学校で一番のギターテクニックの持ち主としてロック好きの男子に慕われるタイプであった[3]。
- 東京造形大学に入学し、東京都府中市に住む。同級生である田村明浩と意気投合しバンドを結成した。音楽サークル「重音」に所属した。先輩はカーネーション（後にアレンジャーとして参加する棚谷祐一が在籍）やフライングキッズなどである。
- THE BLUE HEARTSやたまに衝撃を受けて音楽活動をいったん休止した。
- 東京造形大学を中退し武蔵野美術大学へ入学した。田村の自宅にファミコンがあったことから交流は続き、バンドは再結成に向かう。

### 趣味・嗜好など
- 好きな食物は貝類全般
- 2021年11月の「大好物」リリース時のSNS企画で「お芋の天ぷら」が好物であることを明かしている。
- タバコはPeaceを吸っていたが､デビュー前に禁煙している。
- 好きな飲み物はジョルト・コーラ、泡盛、ビール
- 福岡ソフトバンクホークスのファンである。地元福岡のライブではアンコール時にホークスのレプリカユニフォームを着用している。
- 本人曰く昆虫博士、地図オタクである。
- 好きな色はカーマインである。
- 好きな作家は本多勝一、好きな詩人は山之口貘である。
- 東日本大震災時は急性ストレス障害を経験した[4]。
- ベビースターラーメンが好き

### 音楽的影響
- 小学生のころ、ラジオのヒットチャートカウントダウン番組のベスト10を毎週ノートにつけており、チープ・トリックなどの洋楽や、浜口庫之助、吉田拓郎[5]などのフォークソングや歌謡曲を愛好していた[2]。今でも影響を受けたアーティストとしてチープ・トリックを挙げている[1]。
- バンドに興味を持つようになると、ユーライア・ヒープなどのハードロック・ヘヴィメタルに夢中になり、パンク・ロックに傾倒をはじめた[2]。
- 組んでいたバンドの名前は「ラディッシュ」→「からす屋」→「チーターズ」→「スピッツ」。チーターズではチータこと水前寺清子の「365歩のマーチ」をパンクロック調で演奏したり、「『いちご白書』をもう一度」をブラック・サバス風に演奏したりするなど奇をてらい、洋楽と歌謡曲の融合傾向が当初より見られた。
- 学生時代にスピッツの前身といえる「ザ・スピッツ」を結成した当時はパンクかぶれだったが、THE BLUE HEARTSの「人にやさしく」に出会い、自分の求めていた音楽を先にやられたことにショックを受けて自信をなくし、一旦音楽活動を休止した。再開してもしばらくはTHE BLUE HEARTSの影響を抜け出せず、自分の個性を模索し始め、たどり着いたのが、ドノヴァンを参考としたアコースティックギターを持ってのフォーク・ロックだった。また、同じくショックを受けたアーティストととしてたまをTHE BLUE HEARTSと共に挙げている。
- 「自分の声が好きではない」と度々公言しており、自身のハイトーンなヴォーカルが激しいロックのイメージとは合わずコンプレックスであると明かしている。特にイギー・ポップのようなシャウトに憧れがあると言う。
- 洋楽だけではなく、EARTHSHAKER[2]、アンジー[2]、ゼルダ[2]、スターリン[2]、エレファントカシマシ、ニューエスト・モデル、ばちかぶりなど日本のロックからも多大な影響を受けている[2]。パンク音楽を脱した影響の一つに、ザ・コレクターズのアルバム『虹色サーカス団』を挙げている[2]。

## 音楽活動
- スピッツの楽曲の全ての作詞と、ほとんどの作曲を担当している。作詞、作曲の際の名義は本名の「草野正宗」を用いる。他アーティストへの楽曲提供もしている。聴き手自身でいろいろな解釈をしてもらいたいからと、自身で楽曲の解説をすることは少ない。
- 作詞に関しては他のメンバーから全面的に信頼されており、外部プロデューサーの笹路正徳も一切口出しをしたことがない。
- 歌手としても多くの作品に参加している。
- 2024年11月20日に秦基博と草野のコラボ楽曲「ringo」がリリースされたが、草野がフィーチャリングではなく他アーティストと作詞も含め楽曲の共作を行うのは今作が史上初となった。リリース日にMVも公開され、役者の山田杏奈が林檎の妖精役で出演している[6]。

### 他アーティストへの提供曲
※カバーは除く。
- ファンタジー（トランジスターグラマー）

作詞のみ。アルバム『TRANSISTOR GLAMOUR』収録。
- 青い星のまん中で（五島良子）

作詞のみ。アルバム『froggie』収録。
- 野生のチューリップ（遊佐未森）

もともとはスピッツがアマチュア時代に演奏していた曲。2ndアルバム『名前をつけてやる』の時にレコーディングされたが収録には至らず、歌詞を一部変更して提供した（その後、『花鳥風月』にオリジナルを収録）。
- テディベアに埋もれて（rosy）

1994年、スピッツとしてライブで一度だけ演奏され、1年後にrosyに提供となった。プロデュースは、後にスピッツの9thアルバム『ハヤブサ』を手がける石田ショーキチ。
- 流れ星（辺見えみり）

これももともとはスピッツがアマチュア時代に演奏していた曲（後に『花鳥風月』でセルフカバー，シングル『流れ星』になった）。ちなみに辺見えみりはスピッツの大ファンであり、この曲と同名のアルバムでは「夢じゃない」「ハニーハニー」「サンシャイン」もカバーしている。
- 愛のしるし（PUFFY）

これも後に『花鳥風月』でセルフカバー。メロディーはもともと『フェイクファー』の候補曲として書いていたもの。奥田民生から依頼を受けたため、同じく依頼を受けたトータス松本と電話で相談してお互いに提供することを決めたという（トータス松本は「ネホリーナ・ハホリーナ」を提供）。
- 水中メガネ（Chappie）

作曲のみ。作詞は松本隆。後にイベントでセルフカバーした。2015年には松本隆のトリビュートアルバムで草野が歌う音源が発表された。（後述）
- 帰り道（櫛引彩香）

映画『害虫』主題歌。映画監督の塩田明彦から作詞作曲の依頼を受けた（ちなみに、塩田監督の『月光の囁き』に、スピッツの「運命の人」が主題歌に抜擢された経緯がある）。
- Never on Sunday（野宮真貴）

作曲のみ。アルバム『Lady Miss Warp』収録。
- 恋のエチュード（PUFFY）

アルバム『Splurge』収録。ダイハツのCMソングにもなった。
- 夜明け（よなは徹）

アルバム『宴 〜party〜』収録。編曲と演奏にはスピッツのメンバー全員が参加。よなは徹とは過去に、スピッツの「ナンプラー日和」（11thアルバム『スーベニア』収録）でコラボレーションしている。また、スピッツにもライブでのみ演奏された楽曲に「夜明け」というものがあるが、提供曲とは異なる楽曲である。
- ブランケット（平井堅）

アルバム『Ken Hirai Singles Best Collection 歌バカ2』収録。後に『見っけ』（初回限定盤、アナログ盤、デラックスエディション Spitzbergen会員限定盤のみ収録）でセルフカバー。
- ringo（秦基博）

秦基博のコラボレーションアルバム『HATA EXPO -The Collaboration Album-』に収録されたコラボ楽曲。2024年11月20日にリリース。ミュージックビデオには林檎の妖精役として役者の山田杏奈が出演している。

### ソロでの参加作品
※スピッツのメンバー4人での参加については、スピッツの項目を参照。
- スナオになりたいね／種ともこ（シングル／1993年2月21日）

カップリング曲「今さら I LOVE YOU」にバッキングボーカルで参加。
- WHAT'S UP？／森純太（2000年3月10日）

6曲目「18の夏」にアコースティック・ギターで参加。
- 唄ひ手冥利〜其ノ壱〜／椎名林檎（2002年5月27日）

亀pact discの1曲目「灰色の瞳」（加藤登紀子と長谷川きよしのデュエット曲のカバー）で椎名林檎とデュエット。
- ええねん／ウルフルズ（2003年12月10日）

スペシャルディスクの1曲目「Sleep John B」（ザ・ビーチ・ボーイズの「Sloop John B」のカバー）にコーラスで参加。
- くればいいのに／KREVA（シングル／2007年6月20日）

アコースティックギターとサビ部分の作詞、ボーカルで参加。アルバム『よろしくお願いします』ではアルバムバージョンで収録。
- the popular music 筒美京平トリビュート（2007年7月11日）

太田裕美の「木綿のハンカチーフ」をカバー。編曲はスキマスイッチの常田真太郎。
- Ken's Bar II／平井堅（2009年5月27日）

11曲目「わかれうた」(中島みゆきのカバー)で平井堅とデュエット。
- 風街であひませう／松本隆 トリビュート・カバーアルバム（2015年6月26日）

2曲目「水中メガネ」を歌っている。
- 奥田民生 生誕50周年伝説“となりのベートーベン”／奥田民生　ライブ・アルバム（2016年9月7日）

CD8曲目「スカイウォーカー」を歌っている。なおデジタル配信ではこの曲のみ収録されていない。
- アダムとイヴの林檎／椎名林檎トリビュート・アルバム（2018年5月23日）

1曲目「正しい街」に亀田誠治プロデュースによるスペシャルバンド「theウラシマ’S」のボーカル&アコースティック・ギターで参加（他のメンバーはドラムス：鈴木英哉 from Mr.Children、ギター：喜多建介 from ASIAN KUNG-FU GENERATION、ベース：是永亮祐 from 雨のパレード）。

## 出演
ラジオ番組
- SPITZ 草野マサムネのロック大陸漫遊記（TOKYO FM・JFN系列、2018年1月7日 - ）